# Rižskaja (stanice metra v Moskvě, linka Bolšaja kolcevaja)
Rižskaja (rusky Рижская) je stanice moskevského metra na lince Bolšaja kolcevaja, která byla zprovozněna dne 1. března 2023 v rámci úseku Elektrozavodskaja - Savjolovskaja. V tento den byly slavnostně zprovozněny všechny dosud nezprovozněné stanice na této lince, provoz slavnostně spustil prezident Ruska Vladimir Putin. Stanice je pojmenována podle blízkého náměstí, železniční stanice, která se nachází v její blízkosti a podle stejnojmenné stanice metra na Kalužsko-Rižské lince, na kterou lze díky průchodu mezi stanicemi přestoupit. Dále lze přestoupit na stejnojmennou železniční zastávku, kterou obsluhují vlaky na linii MCD-2. Do konce roku 2026 se plánuje zprovoznit i přestup na linky MCD-3  a MCD-4. Jedná se o stanici nacházející se nejblíže moskevskému Kremlu na této lince a dále o jednu ze dvou, které se nacházejí v rámci Centrálního administrativního okruhu města Moskvy. 

## Charakter stanice
Stanice Rižskaja se nachází ve čtvrtích Měščanskij rajon (Мещанский район) a Marina Rošča (Марьина Роща) mezi prospektem Mira (Проспект Мира) v místě vede po estakádě a Rižskou ploščadí (Рижская площадь) na místě, kde dříve býval rádiový trh. Stanice disponuje jedním podzemním vestibulem. Východy z něho míří směrem k železničním zastávkám, prospektu Mira, Vodoprovodnomu pereulku (Водопроводный переулок), zastávkám veřejné dopravy a bytové zástavbě. V roce 2025 se plánuje zprovoznění druhého vestibulu.   
Design stanice se odvíjí od toho, že Rižskaja ploščaď (Rižské náměstí) hrála po několik století roli brány do města a také toho, že dnešní branou do města je i Rižské nádraží. Základním architektonickým prvkem vyjadřujícím myšlenku brány se stal oblouk, který zvýrazňuje vstup do povrchových pavilonů a je přítomen jako opakující se prvek na nástupišti. Stěny jsou z hladkého šedého betonu bez dekorativních prvků, dále jsou zde použity metalické panely a podlahy stanice jsou pokryty žulou. Lakonický design nevypadá fádně díky jasně barevné mramorové podlaze a vestavěnému podlahovému osvětlení.  